# Guido Oberti
Guido Oberti (* 1907; † 2003) war ein italienischer Bauingenieur.

## Leben
Oberti studierte am Polytechnikum Mailand, an dem er sowohl in angewandter Mathematik als auch in Bauingenieurwesen promovierte. Mit seinem Lehrer Arturo Danusso entwickelte er in den 1930er Jahren ein Testlabor für Betonbauten, insbesondere Staudämme, in Bergamo (ISAC), woraus 1951 das von der Elektrizitätsindustrie (Edison) finanzierte ISMES (Istituto Sperimentale Modelli E Strutture) wurde (wo viele große Talsperrenprojekte getestet wurden). Nach dem Tod von Danusso wurde er 1968 Präsident von ISMES. Oberti war Direktor des Instituts, bis er in den 1960er Jahren Professor am Polytechnikum in Turin wurde.
Er entwickelte mit Danusso elastische Testmodelle (im Gegensatz zu den auf dem Traglastverfahren (Grenztragfähigkeit) beruhenden Testmethoden von Eduardo Torroja Miret in Madrid). Sie arbeiteten eng mit Pier Luigi Nervi zusammen, der viele seiner Betonkonstruktionen vorher an Modellen an Obertis Institut testen ließ.
1983 erhielt er den International Award of Merit in Structural Engineering. 1981 wurde er Ehrenmitglied des American Concrete Institute. Er stand lange Jahre der italienischen Gruppe der IABSE vor und wurde 1979 Ehrenmitglied der IABSE.